# Cá chình gai biển sâu
Cá chình gai biển sâu, tên khoa học Notacanthus chemnitzii, là một thành viên của họ Notacanthidae. Mặc dù mang danh như thế, nhưng loài này lại không phải là cá chình thực sự (Anguilliformes). Chúng tồn tại trong vùng biển trên toàn thế giới, ngoại trừ trong các vùng nhiệt đới, con non có dải màu từ nâu sáng tới xám hơi xanh và màu nâu sẫm ở con trưởng thành. Thức ăn chính của nó là hải quỳ. Nó thường sống ở các vùng nước sâu, chủ yếu là hơn 200 mét dưới mặt nước biển.

## Liens externes
- Cá chình gai biển sâu tại Hệ thống Thông tin Phân loại Tích hợp (ITIS).
- Tham khảo Animal Diversity Web : Notacanthus chemnitzii (tiếng Anh)
- Notacanthus chemnitzi  tại trang Trung tâm Thông tin Công nghệ sinh học quốc gia Hoa Kỳ (NCBI).